# Geotrupes turkestanicus
Geotrupes turkestanicus is een keversoort uit de familie mesttorren (Geotrupidae). De wetenschappelijke naam van de soort werd in 1899 gepubliceerd door Antoine Boucomont.